# Huangxi, Jiangxi
Huangxi är en köpinghuvudort i Kina. Den ligger i provinsen Jiangxi, i den sydöstra delen av landet, omkring 100 kilometer öster om provinshuvudstaden Nanchang. Antalet invånare är 35 422. Befolkningen består av 16 682 kvinnor och 18 740 män. Barn under 15 år utgör 23,0 %, vuxna 15-64 år 69 %, och äldre över 65 år 7,0 %.
Runt Huangxi är det tätbefolkat, med 308 invånare per kvadratkilometer. Närmaste större samhälle är Yingtan, 16,4 km sydost om Huangxi. Trakten runt Huangxi består till största delen av jordbruksmark.
Genomsnittlig årsnederbörd är 2 491 millimeter. Den regnigaste månaden är juni, med i genomsnitt 454 mm nederbörd, och den torraste är oktober, med 26 mm nederbörd.